# Loira
|  | Per a altres significats, vegeu «Loira (desambiguació)». |

El Loira (en occità: Léger o Leir(e), en bretó: Liger, en francès: Loire) és un riu de 1.020 km de longitud, cosa que en fa el riu més llarg de tots els que tenen el seu recorregut íntegrament a França. Té el naixement a l'Ardecha, al mont Gerbier de Jonc. Desembocadura devora la ciutat de Sant-Nazer, a la regió del País del Loira, al sud de la Bretanya i a l'oest de l'Anjou. Segons Estrabó, el seu nom antic era Liger o Ligeris (Λείγηρ, Λιγείρ).

## Geografia

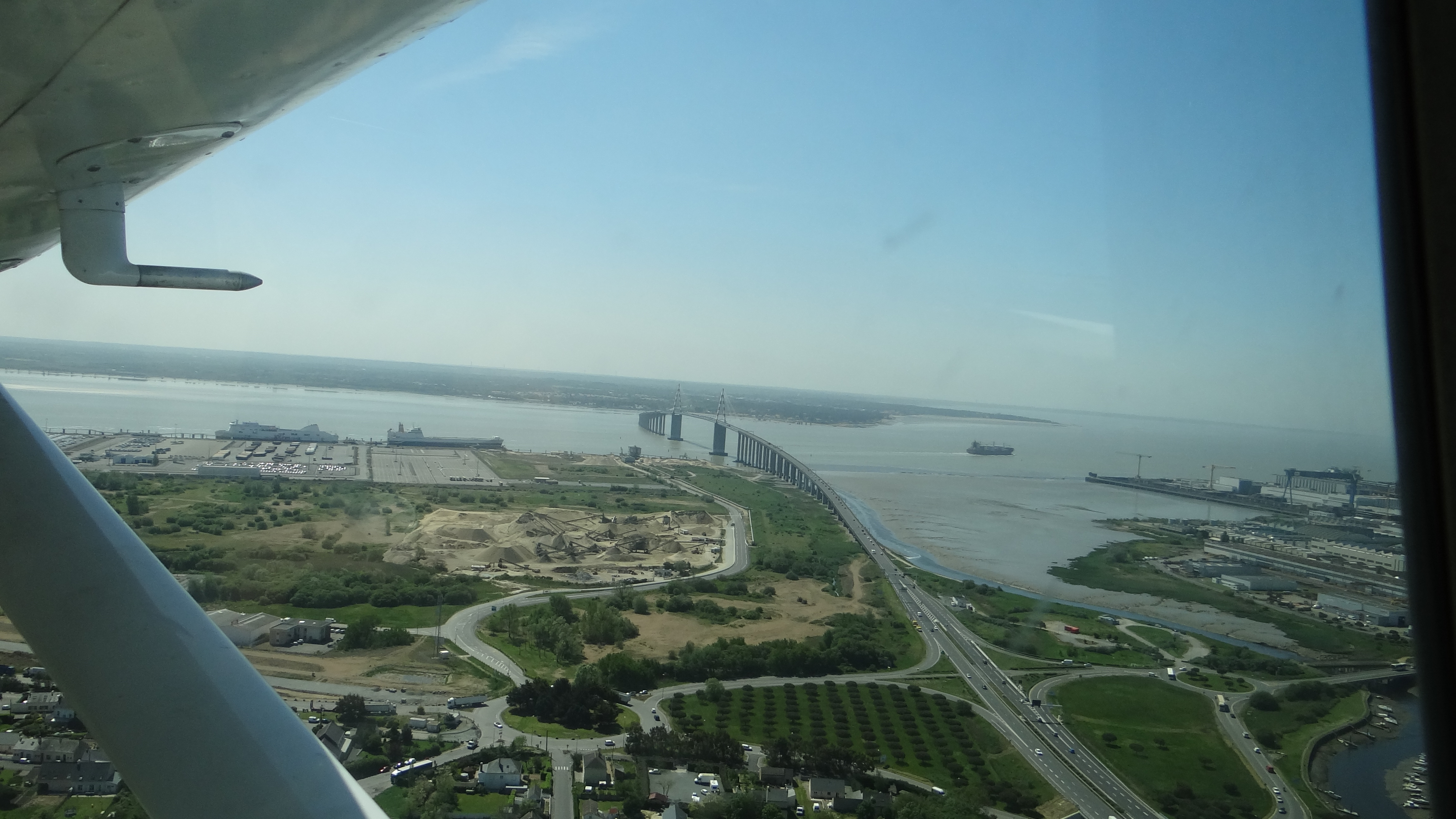
Riu Loira a Sant-Nazer

### Les fonts
El Loira naix a l'est del massís Central, als peus del mont Gerbier de Jonc, a la ciutat de Santa Eulàlia, a una altitude de 1.408 msnm. La conca superior es fa d'un munió de petits rierols que convergeixen de forma gradual per formar el riu.

### De la font a Orleans
Ràpidament el Loira troba els primers afluents, l'Aigue Nègre. El riu flueix cap a l'oest, i després ràpidament cap al nord a través del Massís Central per diverses gorges. Un cop a Saint-Victor-sur-Loire, el riu s'obre a la plana de Forez, on fa el primer descans abans d'afrontar el Seuil de Neulise. Després de travessar les gorges de Villerest, arriba a Roanne, on ja no troba cap obstacle mineral més. A partir d'aquest punt el riu es calma i s'alenteix. La unió amb el riu Alier i Nevers el farà doblar de mida. El Loira s'orienta vers el nord-oest, per girar totalment cap a l'oest prop d'Orleans. A Pouilly-sur-Loire, el riu es troba a mitjan camí entre el naixement i la desembocadura.

### La vall del Loira
La vall del Loira, que el 2000 fou inclosa en la llista del Patrimoni Mundial de la UNESCO, s'estén entre Sully-sur-Loire (al Loiret) i Saint-Florent-le-Vieil (a Maine-et-Loire); constitueix un espai excepcional per la seva diversitat biològica, riquesa històrica i cultural.
Entre Orleans i Angers, la vall és sovint envoltada de penya-segats baixos de tova i roca calcària. Són moltes les illes i bancs de sorra o grava que hi ha al riu, variant la profunditat i amplada d'un any a un altre. Les inundacions del Loira se solen produir a l'hivern, i són controlades per dics en la major part del curs per evitar mals majors.

### La desembocadura
El Loira desemboca a l'oceà Atlàntic a través d'un estuari a Sant-Nazer. En aquest estuari, hi ha una de les majors drassanes de França. El pont atirantat de Sant-Nazer serveix des de 1975 per a creuar d'una riba a l'altra de l'estuari.

### Afluents
Els principals afluents del Loira són, a partir del seu naixement els següents: (D= riba dreta; E= riba esquerra)
| - el Borne (E) - 48 km - l'Arzon (E) - 44 km - el Lignon du Velay (D) - 82 km - l'Ance (E) - 69 km - el Semène (D) - 46 km - el Mare (E) - 47 km - el Coise (D) - 49,6 km - el Lignon du Forez (E) - 58 km - l'Aix (E) - 49 km | - el Rhins (D) - 60 km - el Sornin (D) - 45 km - l'Arconce (D) - 99 km - l'Arroux (D) - 120 km - el Besbre (E) - 97 km - el Somme (D) - 46 km - l'Aron (D) - 105 km - l'Acolin (E) - 61,7 km - el Nièvre (D) - 53 km | - l'Alier (E) - 410 km - el Vauvise (E) - 58 km - el Nohain (D) - 45 km - el Beuvron (E) - 115 km - el Cosson (E) - 96 5 km - el Cisse (D) - 81 km - el Cher (E) - 365 km - l'Indre (E) - 276 km | - La Viena (E) - 359 km - el Thouet (E) - 140 km - L'Authion (D) - 85 km - el Layon (E) - 90 km - l'Èvre (E) - 89 km - l'Erdre (D) - 92 km - el Sèvre nantaise (E) - 125 km - l'Acheneau (E) - 40 km |

## Hidrologia
El règim pluvial del Loira és molt irregular, i varia dels 350 m³/s a Orleans a 900 m³/s a la desembocadura. En períodes de crescudes, no és del tot estrany que superi els 2.000 m³/s a l'alt Loira i els 7.000 m³/s a la part baixa. Tampoc no són estranys 10 m³/s a Orleans durant l'estiu. Tot plegat fa que la major part del riu no sigui navegable.
El riu està parcialment regulat per tres embassaments: Grangent i Villerest al Loira i Naussac a l'Alier. Això permet mantenir un cabal regular durant l'any, controlar les crescudes i permetre el refredament de les quatre centrals nuclears que hi ha a la riba: Belleville, Chinon, Dampierre i Saint-Laurent.

### Les crescudes del Loira[23]
Són relativament freqüents, cosa que ha fet que al llarg de la història s'hagin construït dics per controlar-les. Les més importants, a la regió d'Orleans, van tenir lloc el juny de 1856, quan l'aigua assolí un nivell màxim de 7,1 metres i 6.000 m3 a la unió amb l'Alier. També en foren destacables les de 1846 i 1907.

### El cabal a Sant-Nazer
El cabal del Loira a Sant-Nazer ha estat estudiat entre 1994 i 2008, i en dona una mitjana de 931 m³ per segon.
El Loira presenta unes fortes fluctuacions estacionàries. Les aigües altes tenen lloc durant l'hivern i l'inici de la primavera, amb mitjanes mensuals que superen els 1.500 m³ per segon. A partir d'abril, la mitjana baixa progressivament, fins a trobar un mínim de 242 m³ per segon durant l'agost.
Mitjana de cabal mensual al Loira (en m³/segon) mesurat a l'estació hidrològica de Sant-Nazer 

dades mesurades durant 15 anys

## Navegació
La navegació pel Loire, per a transportar mercaderies i persones, ha tingut una importància variable al llarg del temps.

### Vaixells tradicionals
- "Sapines"[32]
- "Chalands/gabares"[33]
- "Fûtraux"[34]
- "Toues"